# Muhamma
Muhamma è una suddivisione dell'India, classificata come census town, di 24.513 abitanti, situata nel distretto di Alappuzha, nello stato federato del Kerala. In base al numero di abitanti la città rientra nella classe III (da 20.000 a 49.999 persone).

## Geografia fisica
La città è situata a 9° 36' 18 N e 76° 21' 56 E.

## Società

### Evoluzione demografica
Al censimento del 2001 la popolazione di Muhamma assommava a 24.513 persone, delle quali 11.830 maschi e 12.683 femmine. I bambini di età inferiore o uguale ai sei anni assommavano a 2.463, dei quali 1.235 maschi e 1.228 femmine. Infine, coloro che erano in grado di saper almeno leggere e scrivere erano 20.952, dei quali 10.387 maschi e 10.565 femmine.